# Swiss Open Gstaad 1985
Lo Swiss Open Gstaad 1985 è stato un torneo di tennis giocato sulla terra rossa. È la 71ª edizione dell'Swiss Open, che fa parte del Nabisco Grand Prix 1985. Si è giocato al Roy Emerson Arena di Gstaad in Svizzera, dall'8 al 14 luglio 1985.

## Campioni

### Singolare
Joakim Nyström ha battuto in finale  Andreas Maurer con il punteggio di 6–4, 1–6, 7–5, 6–3

### Doppio
Wojciech Fibak /  Tomáš Šmíd hanno battuto in finale  Brad Drewett /  Mark Edmondson con il punteggio di 6–7, 6–4, 6–4